# Bak Je-ga

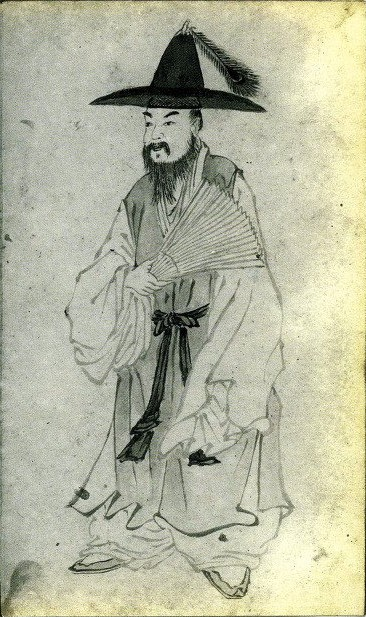
Bak Je-ga

Bak Je-ga (* 5. November 1750; † 25. April 1815, auch teilweise gelistet als Pak Je-ga) war ein koreanischer Politiker und Ökonom der Joseon-Dynastie.

## Leben
Er war ein neokonfuzianischer und merkantilistischer Philosoph und Denker. Nach seinem Rücktritt als Mitglied der Noronpartei (노론, 老論) war er Mitglied der Sarim-Partei Buk-in (북인, 北人). Sein Spitzname war Chojung (초정, 楚亭) oder auch Jungyu (정유, 貞否) und Wehangdoin (위항도인, 葦杭道人).